# Mistrzostwa Europy w hokeju na lodzie
Mistrzostwa Europy w hokeju na lodzie mężczyzn – turniej międzynarodowy w hokeju na lodzie mężczyzn, organizowany w latach 1910–1991 przez Międzynarodową Federację Hokeja na Lodzie (wówczas LIHG, a następnie IIHF).

## Historia
Hokejowe mistrzostwa Europy po raz pierwszy odbyły się w 1910 r. w szwajcarskim Les Avants, a triumfowała w nich Wielka Brytania. Do 1932 r. mistrzostwa Europy odbywały się 14-krotnie jako samoistna impreza, z wyjątkiem edycji 1928, 1930, 1931, gdy te turnieje odbywały się w ramach zimowych igrzysk olimpijskich oraz mistrzostw świata, co na stałe wprowadzono od 1933 r. Mistrzostwa w latach 1915–1920 oraz w latach 1940–1946 nie odbywały się z powodu działań wojennych. Po proteście Cesarstwa Niemieckiego mistrzostwa Europy 1912 rozegrane w Pradze zostały anulowane, gdyż występująca w nich Austria nie była w tym czasie członkiem IIHF.

## Edycje
| Rok   | Złoto            | Srebro               | Brąz                        | Miasta gospodarze                                             | Państwo gospodarz                    |
| ----- | ---------------- | -------------------- | --------------------------- | ------------------------------------------------------------- | ------------------------------------ |
| 1910  | Wielka Brytania  | Cesarstwo Niemieckie | Belgia                      | Les Avants                                                    | Szwajcaria                           |
| 1911  | Bohemia          | Cesarstwo Niemieckie | Belgia                      | Berlin                                                        | Cesarstwo Niemieckie                 |
| 1912* | Bohemia          | Cesarstwo Niemieckie | Cesarstwo Austrii           | Praga                                                         | Bohemia                              |
| 1913  | Belgia           | Bohemia              | Cesarstwo Niemieckie        | Monachium                                                     | Cesarstwo Niemieckie                 |
| 1914  | Bohemia          | Cesarstwo Niemieckie | Belgia                      | Berlin                                                        | Cesarstwo Niemieckie                 |
| 1921  | Szwecja          | Czechosłowacja       |                             | Sztokholm                                                     | Szwecja                              |
| 1922  | Czechosłowacja   | Szwecja              | Szwajcaria                  | Sankt Moritz                                                  | Szwajcaria                           |
| 1923  | Szwecja          | Francja              | Czechosłowacja              | Antwerpia                                                     | Belgia                               |
| 1924  | Francja          | Szwecja              | Szwajcaria                  | Mediolan                                                      | Włochy                               |
| 1925  | Czechosłowacja   | Austria              | Szwajcaria                  | Szczyrbskie Pleso, Stary Smokovec                             | Czechosłowacja                       |
| 1926  | Szwajcaria       | Czechosłowacja       | Austria                     | Davos                                                         | Szwajcaria                           |
| 1927  | Austria          | Belgia               | Rzesza Niemiecka            | Wiedeń                                                        | Austria                              |
| 1928  | Szwecja          | Szwajcaria           | Wielka Brytania             | Sankt Moritz                                                  | Szwajcaria                           |
| 1929  | Czechosłowacja   | Polska               | Austria                     | Budapeszt                                                     | Węgry                                |
| 1930  | Rzesza Niemiecka | Szwajcaria           | Austria                     | Chamonix Wiedeń Berlin                                        | Francja · Austria · Rzesza Niemiecka |
| 1931  | Austria          | Polska               | Czechosłowacja              | Krynica-Zdrój                                                 | Polska                               |
| 1932  | Szwecja          | Austria              | Szwajcaria                  | Berlin                                                        | Rzesza Niemiecka                     |
| 1933  | Czechosłowacja   | Austria              | Rzesza Niemiecka Szwajcaria | Praga                                                         | Czechosłowacja                       |
| 1934  | III Rzesza       | Szwajcaria           | Czechosłowacja              | Mediolan                                                      | Włochy                               |
| 1935  | Szwajcaria       | Wielka Brytania      | Czechosłowacja              | Davos                                                         | Szwajcaria                           |
| 1936  | Wielka Brytania  | Czechosłowacja       | III Rzesza                  | Garmisch-Partenkirchen                                        | III Rzesza                           |
| 1937  | Wielka Brytania  | Szwajcaria           | III Rzesza                  | Londyn                                                        | Wielka Brytania                      |
| 1938  | Wielka Brytania  | Czechosłowacja       | III Rzesza                  | Praga                                                         | Czechosłowacja                       |
| 1939  | Szwajcaria       | Czechosłowacja       | III Rzesza                  | Bazylea, Zurych                                               | Szwajcaria                           |
| 1947  | Czechosłowacja   | Szwecja              | Austria                     | Praga                                                         | Czechosłowacja                       |
| 1948  | Czechosłowacja   | Szwajcaria           | Szwecja                     | Sankt Moritz                                                  | Szwajcaria                           |
| 1949  | Czechosłowacja   | Szwecja              | Szwajcaria                  | Sztokholm                                                     | Szwecja                              |
| 1950  | Szwajcaria       | Wielka Brytania      | Szwecja                     | Londyn                                                        | Wielka Brytania                      |
| 1951  | Szwecja          | Szwajcaria           | Norwegia                    | Paryż                                                         | Francja                              |
| 1952  | Szwecja          | Czechosłowacja       | Szwajcaria                  | Oslo, Sandvika, Drammen, Lillestrøm                           | Norwegia                             |
| 1953  | Szwecja          | RFN                  | Szwajcaria                  | Bazylea, Zurych                                               | Szwajcaria                           |
| 1954  | ZSRR             | Szwecja              | Czechosłowacja              | Sztokholm                                                     | Szwecja                              |
| 1955  | ZSRR             | Czechosłowacja       | Szwecja                     | Düsseldorf, Kolonia, Krefeld, Dortmund                        | RFN                                  |
| 1956  | ZSRR             | Szwecja              | Czechosłowacja              | Cortina d’Ampezzo                                             | Włochy                               |
| 1957  | Szwecja          | ZSRR                 | Czechosłowacja              | Moskwa                                                        | ZSRR                                 |
| 1958  | ZSRR             | Szwecja              | Czechosłowacja              | Oslo                                                          | Norwegia                             |
| 1959  | ZSRR             | Czechosłowacja       | Szwecja                     | Praga, Bratysława, Brno Ostrawa, Kladno, Mladá Boleslav Kolín | Czechosłowacja                       |
| 1960  | ZSRR             | Czechosłowacja       | Szwecja                     | Squaw Valley                                                  | Stany Zjednoczone                    |
| 1961  | Czechosłowacja   | ZSRR                 | Szwecja                     | Genewa, Lozanna                                               | Szwajcaria                           |
| 1962  | Szwecja          | Finlandia            | Norwegia                    | Colorado Springs, Denver                                      | Stany Zjednoczone                    |
| 1963  | ZSRR             | Szwecja              | Czechosłowacja              | Sztokholm                                                     | Szwecja                              |
| 1964  | ZSRR             | Szwecja              | Czechosłowacja              | Innsbruck                                                     | Austria                              |
| 1965  | ZSRR             | Czechosłowacja       | Szwecja                     | Tampere                                                       | Finlandia                            |
| 1966  | ZSRR             | Czechosłowacja       | NRD                         | Lublana                                                       | Jugosławia                           |
| 1967  | ZSRR             | Szwecja              | Czechosłowacja              | Wiedeń                                                        | Austria                              |
| 1968  | ZSRR             | Czechosłowacja       | Szwecja                     | Grenoble                                                      | Francja                              |
| 1969  | ZSRR             | Szwecja              | Czechosłowacja              | Sztokholm                                                     | Szwecja                              |
| 1970  | ZSRR             | Szwecja              | Czechosłowacja              | Sztokholm                                                     | Szwecja                              |
| 1971  | Czechosłowacja   | ZSRR                 | Szwecja                     | Berno, Genewa                                                 | Szwajcaria                           |
| 1972  | Czechosłowacja   | ZSRR                 | Szwecja                     | Praga                                                         | Czechosłowacja                       |
| 1973  | ZSRR             | Szwecja              | Czechosłowacja              | Moskwa                                                        | ZSRR                                 |
| 1974  | ZSRR             | Czechosłowacja       | Szwecja                     | Helsinki                                                      | Finlandia                            |
| 1975  | ZSRR             | Czechosłowacja       | Szwecja                     | Düsseldorf, Monachium                                         | RFN                                  |
| 1976  | Czechosłowacja   | Szwecja              | ZSRR                        | Katowice                                                      | Polska                               |
| 1977  | Czechosłowacja   | Szwecja              | ZSRR                        | Wiedeń                                                        | Austria                              |
| 1978  | ZSRR             | Czechosłowacja       | Szwecja                     | Praga                                                         | Czechosłowacja                       |
| 1979  | ZSRR             | Czechosłowacja       | Szwecja                     | Moskwa                                                        | ZSRR                                 |
| 1981  | ZSRR             | Szwecja              | Czechosłowacja              | Göteborg, Sztokholm                                           | Szwecja                              |
| 1982  | ZSRR             | Szwecja              | Czechosłowacja              | Helsinki, Tampere                                             | Finlandia                            |
| 1983  | ZSRR             | Czechosłowacja       | Szwecja                     | Monachium, Dortmund, Düsseldorf                               | RFN                                  |
| 1985  | ZSRR             | Czechosłowacja       | Finlandia                   | Praga                                                         | Czechosłowacja                       |
| 1986  | ZSRR             | Szwecja              | Finlandia                   | Moskwa                                                        | ZSRR                                 |
| 1987  | ZSRR             | Czechosłowacja       | Finlandia                   | Wiedeń                                                        | Austria                              |
| 1989  | ZSRR             | Czechosłowacja       | Szwecja                     | Sztokholm, Södertälje                                         | Szwecja                              |
| 1990  | Szwecja          | ZSRR                 | Czechosłowacja              | Berno, Fryburg                                                | Szwajcaria                           |
| 1991  | ZSRR             | Szwecja              | Finlandia                   | Helsinki, Tampere, Turku                                      | Finlandia                            |

- W 1912 r. po proteście Niemiec, mistrzostwa Europy zostały anulowane, gdyż Austria nie była jeszcze w tym czasie członkiem IIHF
- W 1921 r. w mistrzostwach wzięły udział tylko dwie drużyny
- Mistrzostwa Europy w latach 1910–1927 oraz w 1929 i w 1932 były rozgrywane jako samoistna impreza
- W latach 1928, 1930, 1931 oraz 1933–1991 mistrzostwa Europy odbywały się w ramach mistrzostw świata

## Klasyfikacja medalowa
| Lp. | Reprezentacja            | Złoto | Srebro | Brąz | Razem |
| --- | ------------------------ | ----- | ------ | ---- | ----- |
| 1.  | ZSRR                     | 27    | 5      | 2    | 34    |
| 2.  | Czechy ( Czechosłowacja) | 14    | 21     | 17   | 52    |
| 3.  | Szwecja                  | 10    | 19     | 16   | 45    |
| 4.  | Szwajcaria               | 4     | 6      | 8    | 18    |
| 5.  | Wielka Brytania          | 4     | 2      | 1    | 7     |
| 6.  | Niemcy ( RFN, NRD)       | 2     | 4      | 8    | 14    |
| 7.  | Austria                  | 2     | 3      | 4    | 9     |
| 8.  | Belgia                   | 1     | 1      | 3    | 5     |
| 9.  | Francja                  | 1     | 1      | 0    | 2     |
| 10. | Polska                   | 0     | 2      | 0    | 2     |
| 11. | Finlandia                | 0     | 1      | 4    | 5     |
| 12. | Norwegia                 | 0     | 0      | 2    | 2     |